# 16. proletarska brigada (JLA)
Za druge 16. brigade glejte 16. brigada.
16. proletarska brigada (srbohrvaško 16. proleterska brigada) je bila brigada v sestavi JLA.

## Organizacija
- štab
- 4x bataljon